# Florence Attridge

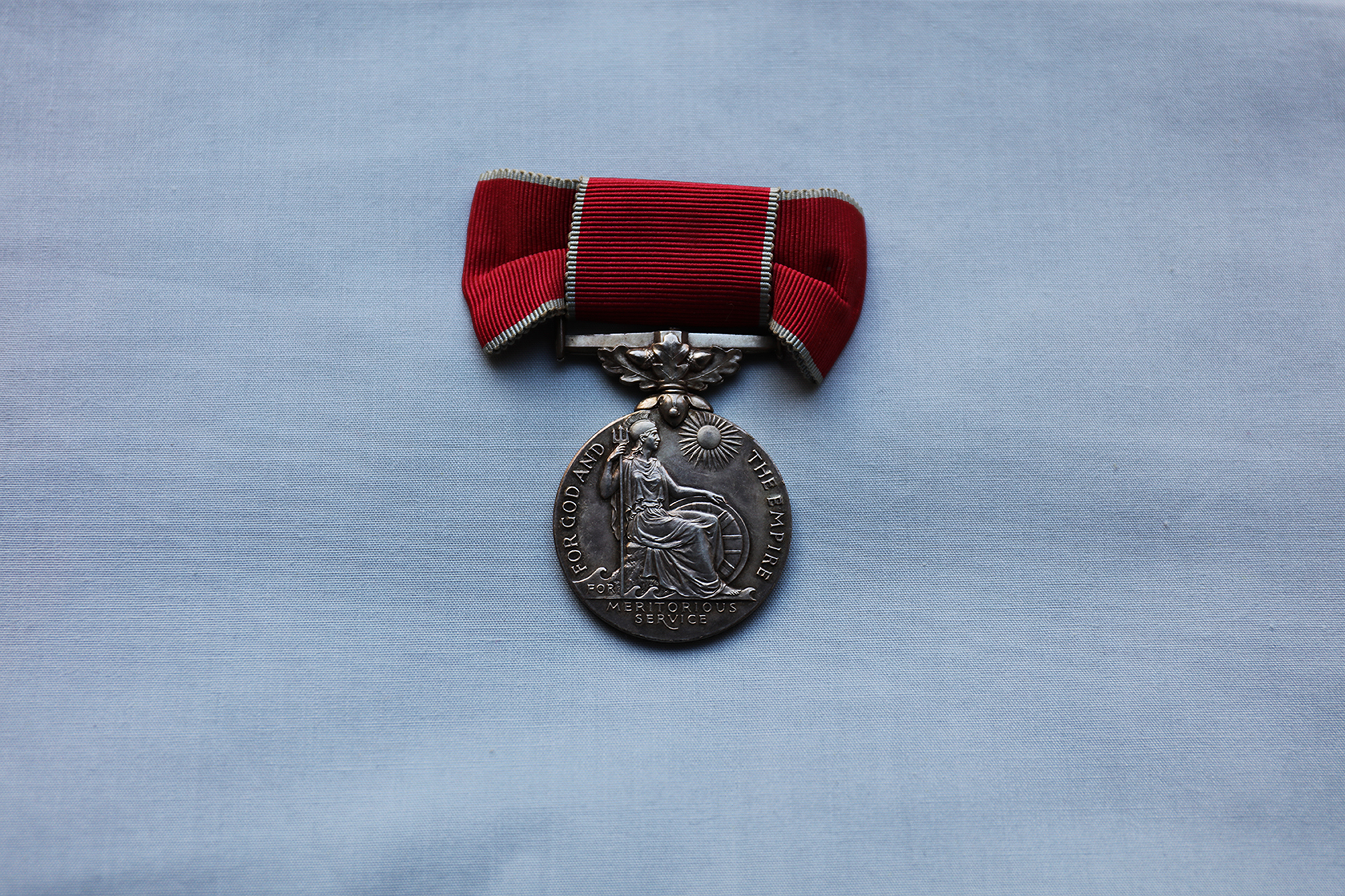
Vorderseite von Attridges Medaille, verliehen 1946 für ihre Verdienste

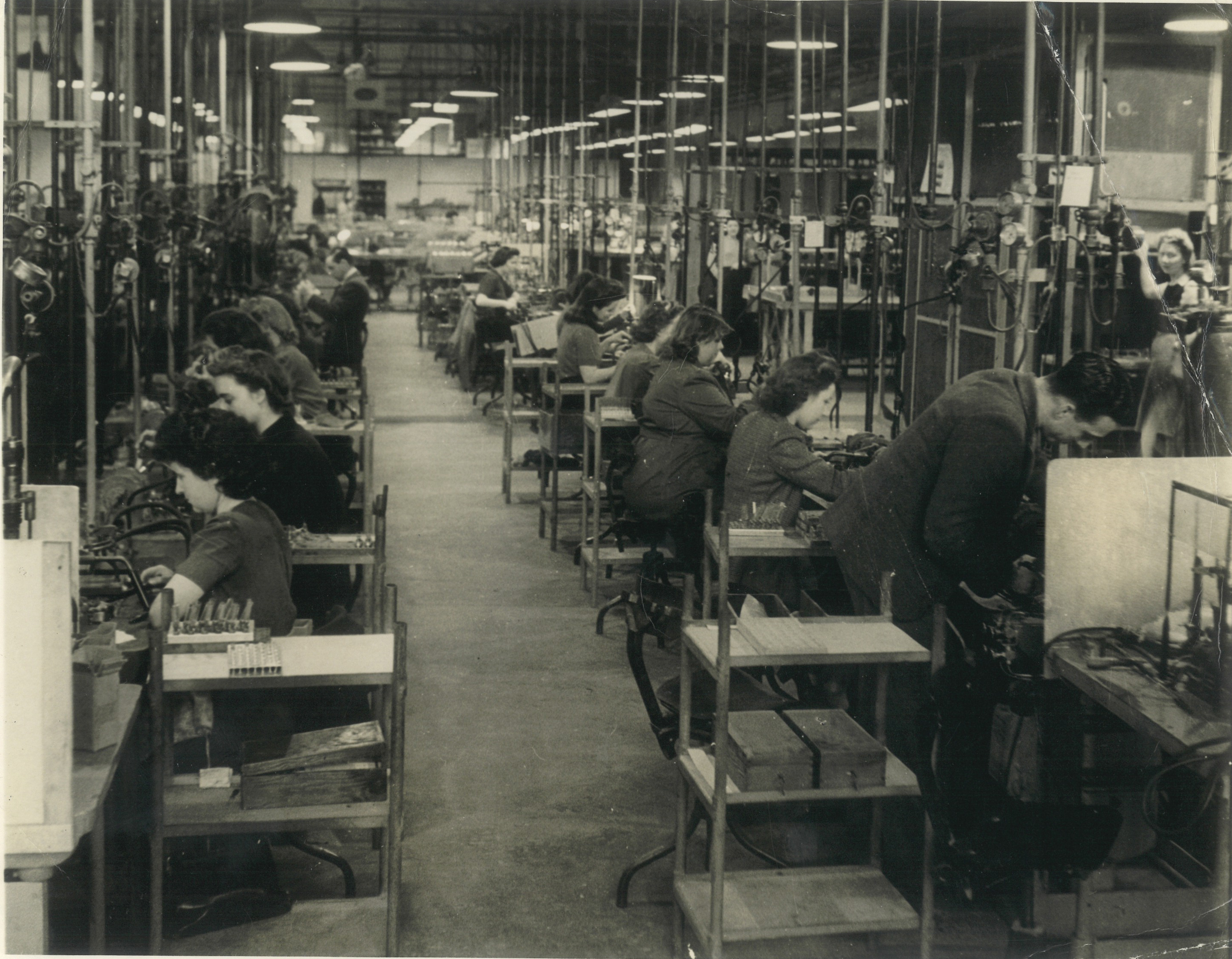
Frauen, die in den 1950er Jahren Montagearbeiten in der Marconi New Street-Fabrik in Chelmsford durchführten

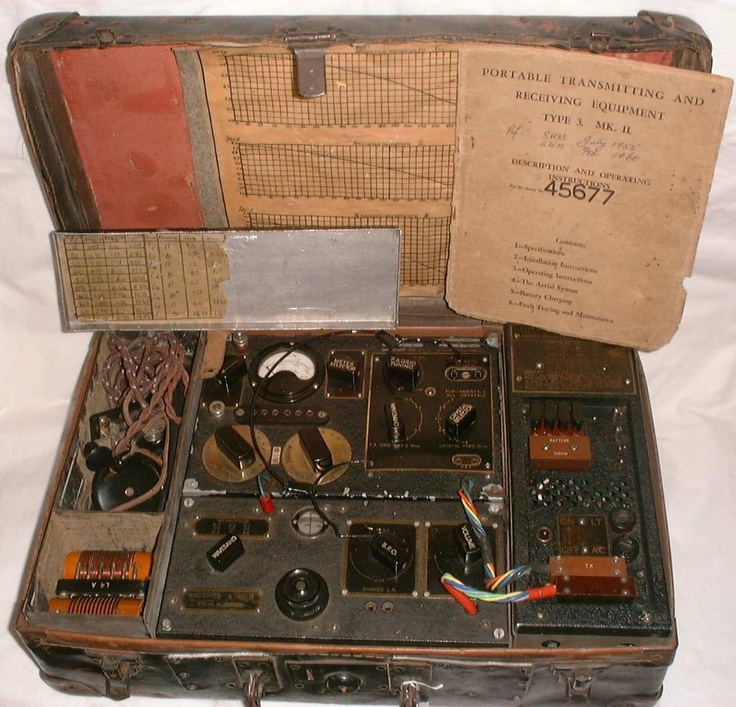
Ein britisches Mark II-Radio vom Typ 3, besser bekannt als B2, hergestellt in der Marconi New Street-Fabrik in Chelmsford. Attridge half beim Zusammenbau dieser Radios

 Florence Attridge  (* 14. Juni 1901 in Chelmsford, Essex; † 1975 ebenda) war eine britische Leiterin eines Frauenteams in der Marconi New Street Works-Funkfabrik während des Zweiten Weltkriegs in Chelmsford. Sie war an der Herstellung geheimer Funkgeräte beteiligt, die vom Widerstand während des Zweiten Weltkrieges verwendet wurden.

## Leben und Werk
Attridge wurde als eines von vier Kinder eines Stahlschleifers geboren. Kurz nach dem Ende des Ersten Weltkriegs arbeitete sie in der Marconi-Funkfabrik in Chelmsford, wo auch ihr Vater arbeitete. Sie leitete 1944 ein Frauenteam in einem abgeschlossenen Bereich der Fabrik, um die Geheimhaltung für die Montage von speziellen Kleinteilen für das britische Typ-3-Mark-II-Radio zu gewährleisten. Dieses Radio, auch bekannt als B2, wog nur 8 Pfund und wurde an Agenten, Widerstandsgruppen und Spezialeinheiten ausgegeben, die auf besetztem Gebiet operieren. Von der Marconi Company wurden über 400 Radios hergestellt und 1944 erstmals auf dem Feld eingesetzt. 
Attridge erhielt 1946 für ihre geheime Kriegsverteidigungsarbeit im Zweiten Weltkrieg eine British-Empire-Medaille. 2016 erwarb der Chelmsford Museum Services diese Medaille mit acht Dokumenten, darunter ein unterschriebener Brief vom Buckingham Palace, ein unterschriebener Brief der Admiralität und ein unterschriebener Brief von Admiral H. W. Grant, dem damaligen Geschäftsführer der Marconi Company. Es gab auch einen Dankesbrief aus der „K3-Sektion“, die Teil der Naval Intelligence-Code-Breaking-Sektion war. 1950 heiratete sie den ebenfalls aus Chelmsford stammenden John William Hayes. Sie und ihr Ehemann starben 1975 im Abstand von wenigen Monaten. 
Von 2018 bis 2019 wurden in einer Ausstellung das Leben und die Leistungen von Essex-Frauen wie Attridge dargestellt.  Diese Ausstellung war Teil eines zweijährigen Projekts des Essex County Council, „Snapping the Stiletto“, in dem untersucht wurde, wie sich das Leben von Essex-Frauen verändert hat, seit den britischen Frauen das Wahlrecht eingeräumt worden war.